# Empoasca kerri
Empoasca kerri är en insektsart som beskrevs av Singh-pruthi 1940. Empoasca kerri ingår i släktet Empoasca och familjen dvärgstritar. Inga underarter finns listade i Catalogue of Life.